# موريس غاملان
موريس غوستاف غاملان ولد سنة 1872 تعلم في مدرسة سان سير العسكرية، وكان أركان حرب جوفر 1914-16، تولى قيادة فرقة مشاة سنة 1917 وكان على رأس بعثة عسكرية إلى البرازيل من 1919 إلى 1925 ثم تولى قيادة القوات الفرنسية في الشرق الأدنى حتى سنة 1928، وبعدها تولى رئاسة هيئة أركان الحرب للدفاع الوطني سنة 1938 فقائد عام قوات الحلفاء في الحرب العالمية الثانية عام 1939. 

## الحكم عليه بالسجن
وكان غاملان بين المجموعة التي أملت كثيراً في قوة تحصينات خط ماجينو وقد إعتبر بين المجموعة التي تسببت في هزيمة يونيو 1940 بالرغم من أن فيجان كان خَلَفَهُ في القيادة قبل أن يبدأ الثلث الأخير من مايو 1940، وحوكم في ريوم سنة 1943 وحكم عليه بالسجن وقد نشر غاملان في سنة 1946 كتابه «الجيوش الفرنسية سنة 1940» كدفاع عن دوره في هزيمة سنة 1940.

## دفاعه عن دوره في هزيمة 1940
وقد حاول غاملان في كتابه أن يوضح جهوده لإعادة تسليح فرنسا وأن يثبت أنه لم يغفل قط عن أن يوضح للفرنسيين طبيعة المعركة القادمة وأن مركزه كان دقيقاً فقد كان هو فعلاً قائد عام القوات الفرنسية ولكن كان الجنرال جورج قائد قوات فرنسا بل وقوات الحلفاء في شمال شرق فرنسا، وقد أطلق جاملان يده ولم يتدخل إلا في التاسع عشر من مايو لإنقاذ الموقف مصدراً أوامره بأن تقوم المجموعة الأولى الفرنسية بالهجوم المضاد على الضلع الجنوبي للزاوية الألمانية، ولم ينفذ هذا الأمر لأنه بعد ساعات من إصداره استبدل بفيجان. 

والواقع أن جاملان قد فهم الحرب الخاطفة وقدر أهمية المدرعات والجو، وقد أوضح هذا لمرؤسيه كما أوضح في تعليماته أن قطاع مونتميدي- سيدان هو القطاع الذي يحتمل توجيه الهجوم الألماني منه كما حدث فعلا، ولكن أحداً لم يأخذ برأيه. 

ويلقي جاملان اللوم على الجنرال جورج في عدم تقويته لجيش كوارب الجيش الذي اخترق الألمان الجبهة عنده وبدأوا الزحف البرقي الخاطف إلى ما وراء مؤخرة الفرنسيين مما أوقع الفوضى في صفوفهم كما ينسب إليه إهماله في تقوية جيش هنتزنجر بالمثل وربما يكون من الصحيح أن جاملان كان يواجه مجموعة مضادة في صفوف الجيش إلا أنه ما كان له أن يترك الأعنة من يده والمعركة معركة حياة أو موت ليس بالنسبة له بل بالنسبة لبلاده كلها.

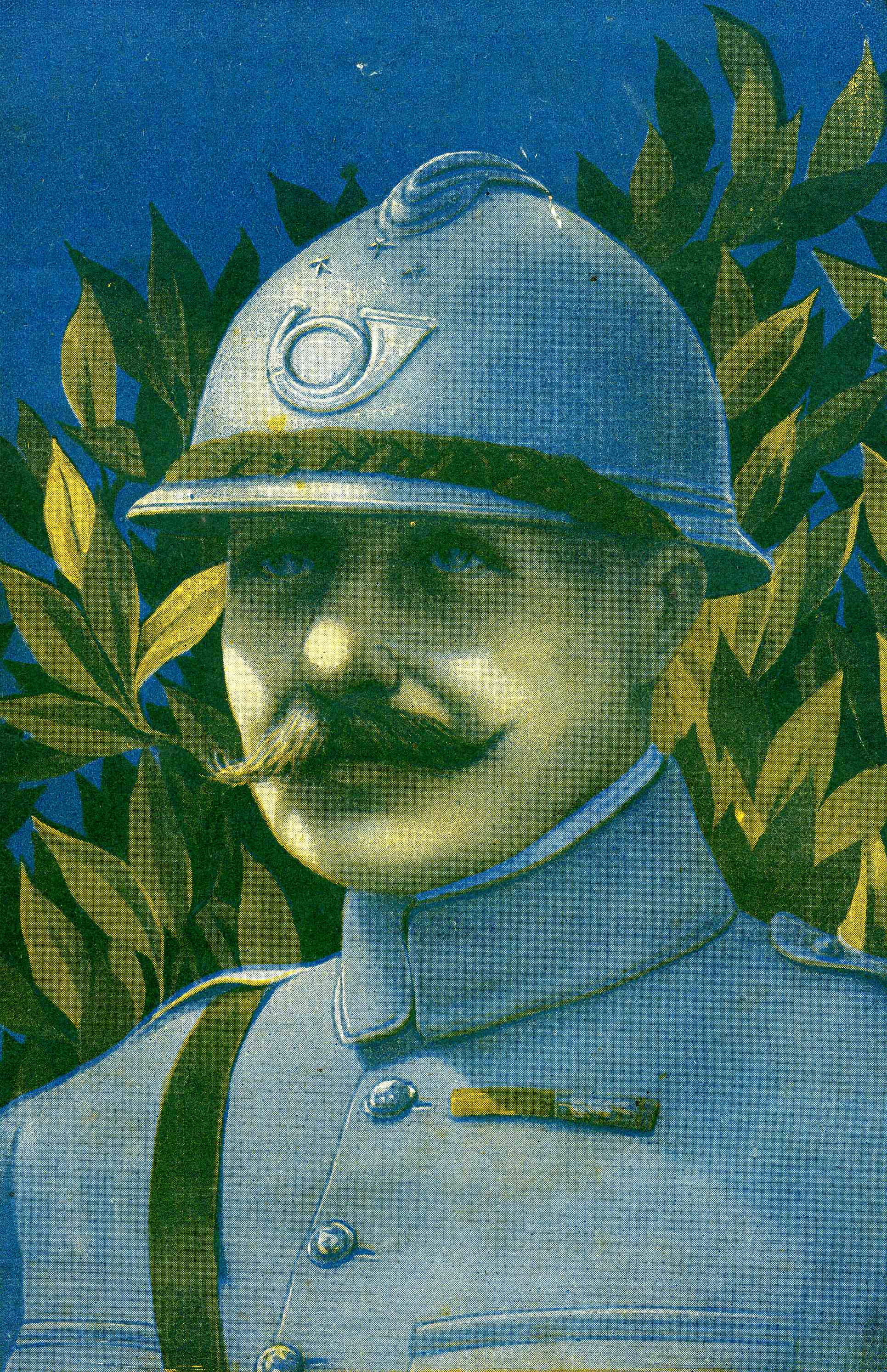
موريس غوستاف غاملان

## روابط خارجية
- موريس غاملان على موقع الموسوعة البريطانية (الإنجليزية)
- موريس غاملان على موقع مونزينجر (الألمانية)